# Dominikia (champignon)
Cet article concerne le genre de champignons. Pour le genre de coléoptères, voir Dominikia (insectes).
Genre
Dominikia est un genre de champignons mycorhiziens de la famille des Glomeraceae.

## Liste d’espèces
Selon Catalogue of Life (5 novembre 2017) :
- Dominikia achra (Blaszk., D. Redecker, Koegel, Schützek, Oehl & Kovács) Blaszk., Chwat & Kovács, 2014
- Dominikia aurea (Oehl & Sieverd.) Blaszk., Chwat, G.A. Silva & Oehl, 2015
- Dominikia bernensis Oehl, Palenz., Sánchez-Castro, N.M.F. Sousa & G.A. Silva, 2014
- Dominikia compressa (Sieverd., Oehl, Palenz., Sánchez-Castro & G.A. Silva) Oehl, Palenz., Sánchez-Castro & G.A. Sil, a 2
- Dominikia difficilevidera Blaszk., Góralska & Chwat, 2015
- Dominikia disticha Blaszk., Chwat & Kovács, 2014
- Dominikia duoreactiva Blaszk., Góralska & Chwat, 2015
- Dominikia iranica (Blaszk., Kovács & Balázs) Blaszk., Chwat & Kovács, 2014
- Dominikia minuta (Blaszk., Tadych & Madej) Blaszk., Chwat & Kovács, 2014

Selon Index Fungorum (5 novembre 2017) :
- Dominikia achra (Błaszk., D. Redecker, Koegel, Schützek, Oehl & Kovács) Błaszk., Chwat & Kovács 2015
- Dominikia aurea (Oehl & Sieverd.) Błaszk., Chwat, G.A. Silva & Oehl 2015
- Dominikia bernensis Oehl, Palenz., Sánchez-Castro, N.M.F. Sousa & G.A. Silva 2015
- Dominikia compressa (Sieverd., Oehl, Palenz., Sánchez-Castro & G.A. Silva) Oehl, Palenz., Sánchez-Castro & G.A. Silva 2015
- Dominikia difficilevidera Błaszk., Góralska & Chwat 2015
- Dominikia disticha Błaszk., Chwat & Kovács 2015
- Dominikia duoreactiva Błaszk., Góralska & Chwat 2015
- Dominikia iranica (Błaszk., Kovács & Balázs) Błaszk., Chwat & Kovács 2015
- Dominikia lithuanica Błaszk., Chwat & Góralska 2016
- Dominikia minuta (Błaszk., Tadych & Madej) Błaszk., Chwat & Kovács 2015

Selon NCBI (5 novembre 2017) :
- Dominikia achra
- Dominikia aurea
- Dominikia bernensis
- Dominikia difficilevidera
- Dominikia disticha
- Dominikia duoreactiva
- Dominikia indica
- Dominikia iranica
- Dominikia lithuanica
- Dominikia minuta